# Lijst van rijksmonumenten in Pijnacker-Nootdorp
De gemeente Pijnacker-Nootdorp telt 22 inschrijvingen in het rijksmonumentenregister. Hieronder een overzicht. 

## Delfgauw
De plaats Delfgauw telt 1 inschrijving in het rijksmonumentenregister.
| Object                                  | Oorspronkelijke functie? | Bouwjaar          | Architect | Locatie               | Coördinaten?                  | Nr.?  | Afbeelding                              |
| --------------------------------------- | ------------------------ | ----------------- | --------- | --------------------- | ----------------------------- | ----- | --------------------------------------- |
| Omgrachte verhoogde woonplaats/huisterp | Archeologisch monument   | Late middeleeuwen |           | Laan van Ruyven (bij) | 51° 59' 32" NB, 4° 24' 10" OL | 47134 | Omgrachte verhoogde woonplaats/huisterp |

## Nootdorp
De plaats Nootdorp telt 6 inschrijvingen in het rijksmonumentenregister.
| Object                               | Oorspronkelijke functie?  | Bouwjaar  | Architect   | Locatie            | Coördinaten?                 | Nr.?   | Afbeelding        |
| ------------------------------------ | ------------------------- | --------- | ----------- | ------------------ | ---------------------------- | ------ | ----------------- |
| Dorpskerk: toren                     | Kerk en kerkonderdeel     | 16e eeuw  |             | Dorpsstraat bij 36 | 52° 2' 34" NB, 4° 23' 41" OL | 30776  | Meer afbeeldingen |
| Dorpskerk                            | Kerk en kerkonderdeel     | 1894      |             | Dorpsstraat 36     | 52° 2' 34" NB, 4° 23' 41" OL | 30777  | Meer afbeeldingen |
| Boerenhuis, herberg 'De Gouden Star' | Boerderij                 | 19e eeuw  |             | Kerkweg 2          | 52° 2' 33" NB, 4° 23' 35" OL | 30779  | Meer afbeeldingen |
| Windlust                             | Industrie- en poldermolen | 1885      |             | Oudeweg 70         | 52° 2' 14" NB, 4° 24' 13" OL | 30780  | Meer afbeeldingen |
| Sint-Bartholomeüskerk                | Kerk en kerkonderdeel     | 1869-1871 | E.J. Margry | Veenweg 38         | 52° 3' 0" NB, 4° 23' 33" OL  | 516024 | Meer afbeeldingen |
| Sint-Bartholomeüskerk: pastorie      | Kerkelijke dienstwoning   | ca. 1870  | E.J. Margry | Veenweg 36         | 52° 3' 0" NB, 4° 23' 32" OL  | 516025 | Meer afbeeldingen |

## Pijnacker
De plaats Pijnacker telt 15 inschrijvingen in het rijksmonumentenregister, zie Lijst van rijksmonumenten in Pijnacker.
Alblasserdam ·
Albrandswaard ·
Alphen aan den Rijn ·
Barendrecht ·
Bodegraven-Reeuwijk ·
Capelle aan den IJssel ·
Delft ·
Den Haag ·
Dordrecht ·
Goeree-Overflakkee ·
Gorinchem ·
Gouda ·
Hardinxveld-Giessendam ·
Hendrik-Ido-Ambacht ·
Hillegom ·
Hoeksche Waard‎ ·
Kaag en Braassem ·
Katwijk ·
Krimpen aan den IJssel ·
Krimpenerwaard ·
Lansingerland ·
Leiden ·
Leiderdorp ·
Leidschendam-Voorburg ·
Lisse ·
Maassluis ·
Midden-Delfland ·
Molenlanden ·
Nieuwkoop ·
Nissewaard ·
Noordwijk ·
Oegstgeest ·
Papendrecht ·
Pijnacker-Nootdorp ·
Ridderkerk ·
Rijswijk ·
Rotterdam ·
Schiedam ·
Sliedrecht ·
Teylingen ·
Vlaardingen ·
Voorne aan Zee ·
Voorschoten ·
Waddinxveen ·
Wassenaar ·
Westland ·
Zoetermeer ·
Zoeterwoude ·
Zuidplas ·
Zwijndrecht